# America's Cup 2017
La 35ª America's Cup si è svolta alle Bermuda dal 17 al 26 giugno 2017 con una serie al meglio delle tredici regate (nuovo format introdotto in questa edizione), tra i catamarani 17 del Defender BMW Oracle e Aotearoa di Emirates Team New Zealand, vinta da quest'ultimo col punteggio di 7-1.
Le regate sono state corse utilizzando yacht di classe AC50, leggermente più grandi degli AC45F utilizzati nelle World Series.

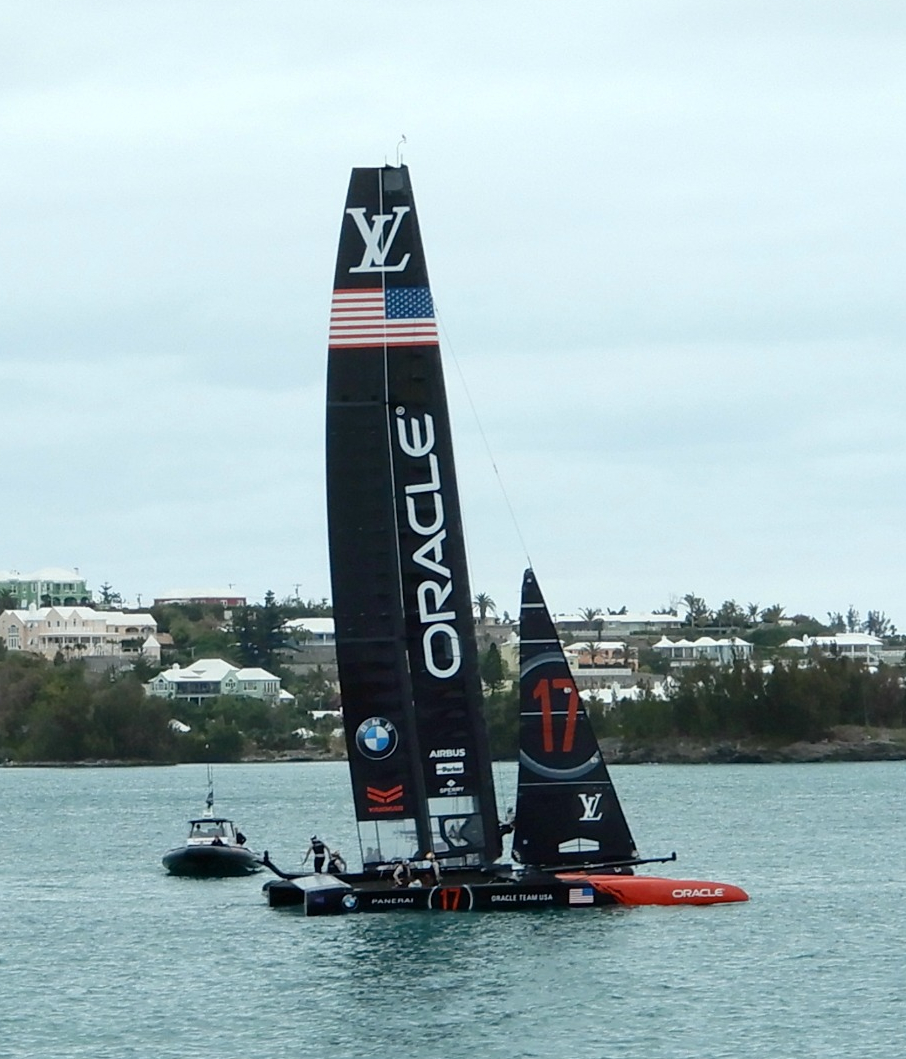
L'AC50 del challenger BMW Oracle Racing.

## Località
L'America's Cup 2017 si è svolta nel Great Sound delle Bermuda, presso il Royal Naval Dockyard.
Nel giugno 2014, i media riportarono la notizia che la sede della 34ª edizione, San Francisco, non era più in considerazione per la successiva. San Diego, Chicago e Bermuda erano ancora in corsa. Nel luglio 2014 anche Chicago fu esclusa dalla disputa, infine il 2 dicembre 2014 è stato annunciato che le Bermuda avrebbero ospitato l'America's Cup 2017. Il primo ministro delle Bermuda, Michael Dunkley, ha accolto le squadre, gli sponsor e gli spettatori in una conferenza stampa a New York.
L'offerta da parte delle Bermuda per ospitare la Coppa America fu di ben 77 milioni di dollari, suddivisi in una tassa di sponsorizzazione di 15 milioni di dollari, 25 milioni di dollari per miglioramenti infrastrutturali, 12 milioni di dollari di costi operativi e una garanzia di 25 milioni di dollari contro le sponsorizzazioni. Grant Gibbons, Ministro per lo Sviluppo Economico delle Bermuda, ha dichiarato che l'America’s Cup avrebbe avuto la possibilità di generare entrate fino a 250 milioni di dollari nelle Bermuda.
Gli accordi di sicurezza con il Dockyard furono presi dal Royal Bermuda Regiment dopo la risoluzione del contratto tra il fornitore di sicurezza locale e l'AC35.

## Challenger of Record
Il 1º ottobre 2013, l'Hamilton Island Yacht Club australiano è stato confermato come "Challenger of Record" per la 35ª Coppa America dopo aver inviato i documenti solamente pochi istanti dopo la vittoria di Oracle Team USA. La sfida è stata accettata dal Golden Gate Yacht Club, il detentore dell'America's Cup. L'uomo d'affari australiano Bob Oatley, fondatore di Rosemount e proprietario del famoso super maxi yacht Wild Oats XI, fu confermato come il principale finanziatore della sfida dell'Hamilton Island Yacht Club.
Il 19 luglio 2014 Russell Coutts, direttore dell'America’s Cup Event Authority (ACEA), ha annunciato che l'Hamilton Island Yacht club aveva ritirato il Team Australia dalla 35ª America’s Cup. Il Team Australia ha affermato che le regole di iscrizione concordate nel protocollo ufficiale hanno creato troppi rischi a causa dell'incertezza della sede e del calendario dell'evento allora sconosciuti.
Il Challenger of Record Committee (CORC), che rappresenta tutti gli interessi degli sfidanti, fu quindi guidato da Luna Rossa. Nel mese di aprile 2015 anche Luna Rossa si è ritirata dalla sfida in segno di protesta contro le modifiche del regolamento sulle dimensioni delle imbarcazioni.

## Cambiamenti nel regolamento
Infatti, il 5 giugno 2014 è stato annunciato che la regata sarebbe stata disputata su catamarani da 62 piedi (18,9 metri), appunto gli AC62. La tassa di iscrizione concordata era di 3 milioni di dollari. Ogni team avrebbe potuto costruire una sola barca mentre Oracle Team USA due. Fu concordata, inoltre, una regola di nazionalità che prevedeva che il 25% dell'equipaggio provenisse dallo stesso Paese del sindacato. Questa regola era stata revocata prima della Coppa America del 2003. Il regolamento specificava che il peso complessivo dell'equipaggio non dovesse superare i 525 kg. Al posto di una giuria neutrale internazionale ne fu invece scelta una di tre uomini nominata dal defender.
Nel marzo 2015, le squadre votarono a favore della riduzione delle dimensioni delle imbarcazioni al raggio di 45-50 piedi, che portò al ritiro in protesta di Luna Rossa. Questo a sua volta portò a una dichiarazione congiunta da parte di quattro squadre che attaccarono il Team New Zealand in quanto aveva sostenuto le motivazioni di Luna Rossa.

## Squadre
| Club                             | Team                      | Helmsman          |
| -------------------------------- | ------------------------- | ----------------- |
| Golden Gate Yacht Club           | Oracle Team USA           | James Spithill    |
| Royal Yacht Squadron             | Land Rover BAR            | Ben Ainslie       |
| Royal New Zealand Yacht Squadron | Emirates Team New Zealand | Peter Burling     |
| Kansai Yacht Club                | Softbank Team Japan       | Dean Barker       |
| Yacht Club de France             | Groupama Team France      | Franck Cammas     |
| Kungliga Svenska Segelsällskapet | Artemis Racing            | Nathan Outteridge |

## Imbarcazioni
Le imbarcazioni adoperate furono molto simili, sia per dimensioni sia per performance, agli AC45F adottati nelle America's Cup World Series del 2015-2016. Come gli AC72, impiegati nell'America's Cup 2013, gli AC50 erano inoltre in grado, grazie al sistema dei foil, di sollevarsi dall'acqua per diversi metri e raggiungere velocità maggiori di quella del vento reale. La velocità massima raggiunta da questi catamarani fu di 47.2 nodi (87.4 km/h) da parte degli svedesi di Artemis Racing.

## Qualificazione

### America's Cup World Series
L'America’s Cup World Series fu vinta da Land Rover BAR, che conquistò quindi due punti per il round robin del Louis Vuitton Challenger's Trophy. Il secondo posto fu invece appannaggio dell'Oracle Team USA, guadagnando un punto per prendere nel turno di qualificazione.
| Team | Portsmouth 25–26 luglio 2015 | Portsmouth 25–26 luglio 2015 | Portsmouth 25–26 luglio 2015 | Portsmouth 25–26 luglio 2015 | Göteborg 29–30 agosto 2015 | Göteborg 29–30 agosto 2015 | Göteborg 29–30 agosto 2015 | Göteborg 29–30 agosto 2015 | Bermuda 17–18 ottobre 2015 | Bermuda 17–18 ottobre 2015 | Bermuda 17–18 ottobre 2015 | Bermuda 17–18 ottobre 2015 | Bermuda 17–18 ottobre 2015 | Muscat 27–28 febbraio 2016 | Muscat 27–28 febbraio 2016 | Muscat 27–28 febbraio 2016 | Muscat 27–28 febbraio 2016 | Muscat 27–28 febbraio 2016 | Muscat 27–28 febbraio 2016 | New York 7–8 maggio 2016 | New York 7–8 maggio 2016 | New York 7–8 maggio 2016 | New York 7–8 maggio 2016 | New York 7–8 maggio 2016 | Chicago 11–12 giugno 2016 | Chicago 11–12 giugno 2016 | Chicago 11–12 giugno 2016 | Chicago 11–12 giugno 2016 | Chicago 11–12 giugno 2016 | Chicago 11–12 giugno 2016 | Portsmouth 23–24 luglio 2016 | Portsmouth 23–24 luglio 2016 | Portsmouth 23–24 luglio 2016 | Portsmouth 23–24 luglio 2016 | Portsmouth 23–24 luglio 2016 | Portsmouth 23–24 luglio 2016 | Tolone 10–11 settembre 2016 | Tolone 10–11 settembre 2016 | Tolone 10–11 settembre 2016 | Tolone 10–11 settembre 2016 | Tolone 10–11 settembre 2016 | Tolone 10–11 settembre 2016 | Fukuoka 19–20 novembre 2016 | Fukuoka 19–20 novembre 2016 | Fukuoka 19–20 novembre 2016 | Fukuoka 19–20 novembre 2016 | Fukuoka 19–20 novembre 2016 | Fukuoka 19–20 novembre 2016 | Punteggio |
| Team | 1                            | 2                            | 3                            | 4                            | 1                          | 2                          | 3                          | 4                          | 1                          | 2                          | 3                          | 4                          | 5                          | 1                          | 2                          | 3                          | 4                          | 5                          | 6                          | 1                        | 2                        | 3                        | 4                        | 5                        | S                         | 1                         | 2                         | 3                         | 4                         | 5                         | 1                            | 2                            | 3                            | 4                            | 5                            | 6                            | 1                           | 2                           | 3                           | 4                           | 5                           | 6                           | 1                           | 2                           | 3                           | 4                           | 5                           | 6                           | Punteggio |
| Land Rover BAR | 10                           | 9                            | CAN                          | CAN                          | 9                          | 9                          | 16                         | 12                         | CAN                        | CAN                        | 16                         | 10                         | 18                         | 8                          | 10                         | 10                         | 18                         | 14                         | 16                         | CAN                      | CAN                      | 18                       | 12                       | 12                       | 6                         | CAN                       | CAN                       | 20                        | 14                        | 18                        | 6                            | 10                           | 10                           | 20                           | 18                           | 18                           | 5                           | 5                           | 10                          | 16                          | 20                          | 14                          | 10                          | 8                           | 9                           | 14                          | 18                          | 16                          | 512       |
| BMW Oracle Racing | 9                            | 7                            | CAN                          | CAN                          | 10                         | 10                         | 14                         | 14                         | CAN                        | CAN                        | 20                         | 16                         | 12                         | 9                          | 6                          | 9                          | 12                         | 20                         | 18                         | CAN                      | CAN                      | 14                       | 18                       | 18                       | 5                         | CAN                       | CAN                       | 14                        | 18                        | 12                        | 9                            | 9                            | 5                            | 18                           | 20                           | 20                           | 8                           | 6                           | 7                           | 14                          | 12                          | 10                          | 7                           | 9                           | 10                          | 16                          | 16                          | 12                          | 493       |
| Emirates Team New Zealand | 8                            | 10                           | CAN                          | CAN                          | 8                          | 8                          | 18                         | 20                         | CAN                        | CAN                        | 12                         | 18                         | 20                         | 10                         | 7                          | 5                          | 20                         | 16                         | 12                         | CAN                      | CAN                      | 16                       | 16                       | 20                       | 7                         | CAN                       | CAN                       | 12                        | 16                        | 16                        | 8                            | 5                            | 7                            | 16                           | 12                           | 14                           | 9                           | 9                           | 5                           | 12                          | 10                          | 18                          | 9                           | 6                           | 8                           | 18                          | 14                          | 10                          | 485       |
| Artemis Racing | 6                            | 5                            | CAN                          | CAN                          | 7                          | 5                          | 20                         | 10                         | CAN                        | CAN                        | 18                         | 20                         | 14                         | 7                          | 5                          | 8                          | 14                         | 12                         | 10                         | CAN                      | CAN                      | 20                       | 10                       | 10                       | 9                         | CAN                       | CAN                       | 18                        | 20                        | 14                        | 5                            | 6                            | 6                            | 12                           | 14                           | 10                           | 10                          | 10                          | 8                           | 20                          | 16                          | 12                          | 8                           | 7                           | 6                           | 20                          | 20                          | 14                          | 466       |
| Softbank Team Japan | 7                            | 6                            | CAN                          | CAN                          | 6                          | 7                          | 12                         | 18                         | CAN                        | CAN                        | 14                         | 14                         | 16                         | 6                          | 9                          | 6                          | 16                         | 10                         | 14                         | CAN                      | CAN                      | 12                       | 14                       | 16                       | 10                        | CAN                       | CAN                       | 16                        | 10                        | 20                        | 7                            | 8                            | 8                            | 14                           | 16                           | 16                           | 6                           | 7                           | 6                           | 18                          | 14                          | 20                          | 6                           | 10                          | 5                           | 12                          | 10                          | 18                          | 460       |
| Groupama Team France | 5                            | 8                            | CAN                          | CAN                          | 5                          | 6                          | 10                         | 16                         | CAN                        | CAN                        | 10                         | 12                         | 10                         | 5                          | 8                          | 7                          | 10                         | 18                         | 20                         | CAN                      | CAN                      | 10                       | 20                       | 14                       | 8                         | CAN                       | CAN                       | 10                        | 12                        | 10                        | 10                           | 7                            | 9                            | 10                           | 10                           | 12                           | 7                           | 8                           | 9                           | 10                          | 18                          | 16                          | 5                           | 5                           | 7                           | 10                          | 12                          | 20                          | 419       |
| - gare cancellate per venti superiori ai 25 nodi: 26 luglio 2015 - gare cancellate per venti inferiori ai 6 nodi: 17 ottobre 2015, 7 maggio 2016, 11 giugno 2016 (il 10 giugno è stata considerata la practice race come riserva) |                              |                              |                              |                              |                            |                            |                            |                            |                            |                            |                            |                            |                            |                            |                            |                            |                            |                            |                            |                          |                          |                          |                          |                          |                           |                           |                           |                           |                           |                           |                              |                              |                              |                              |                              |                              |                             |                             |                             |                             |                             |                             |                             |                             |                             |                             |                             |                             |           |

### Louis Vuitton Challenger Trophy

#### Round Robin di qualificazione
Il round robin del Challenger Trophy fu conquistato da Oracle Team USA (comunque qualificato alla Coppa America in quanto detentore), che arrivò così all'America's Cup già in vantaggio di una vittoria. Emirates Team New Zealand, Land Rover BAR, Artemis Racing e Softbank Team Japan avanzarono alle semifinali dei Challenger Playoff, mentre Groupama Team France uscì già nella prima fase.
| Defender, avanza direttamente all'America's Cup |
| Avanza ai Challenger Playoff                    |
| Eliminato                                       |

|                           | Gare vinte | ACWS | RR1 | RR2 | Punti totali |
| ------------------------- | ---------- | ---- | --- | --- | ------------ |
| Oracle Team USA           | 8/10       | 1    | 4   | 4   | 9            |
| Emirates Team New Zealand | 8/10       | 0    | 4   | 4   | 8            |
| Land Rover BAR            | 4/10       | 2    | 1   | 3   | 6            |
| Artemis Racing            | 5/10       | 0    | 2   | 3   | 5            |
| SoftBank Team Japan       | 3/10       | 0    | 2   | 1   | 3            |
| Groupama Team France      | 2/10       | 0    | 2   | 0   | 2            |

#### Semifinali
Emirates Team New Zealand vinse la prima semifinale contro Land Rover BAR e avanzò alla finale dove incontrò Artemis Racing, che a sua volta batté Softbank Team Japan nell'altra sfida.
| SEMIFINALE 1                            | SEMIFINALE 1                            | SEMIFINALE 1                            | SEMIFINALE 1                            | SEMIFINALE 1                            | data     | SEMIFINALE 2                            | SEMIFINALE 2                            | SEMIFINALE 2                            | SEMIFINALE 2                            | SEMIFINALE 2                            |
| Land Rover BAR                          | Land Rover BAR                          | Emirates Team New Zealand               | Emirates Team New Zealand               | delta                                   | data     | SoftBank Team Japan                     | SoftBank Team Japan                     | Artemis Racing                          | Artemis Racing                          | delta                                   |
| --------------------------------------- | --------------------------------------- | --------------------------------------- | --------------------------------------- | --------------------------------------- | -------- | --------------------------------------- | --------------------------------------- | --------------------------------------- | --------------------------------------- | --------------------------------------- |
| CANCELLATA - venti inferiori ai 6 nodi  | CANCELLATA - venti inferiori ai 6 nodi  | CANCELLATA - venti inferiori ai 6 nodi  | CANCELLATA - venti inferiori ai 6 nodi  | CANCELLATA - venti inferiori ai 6 nodi  | 4 giugno | CANCELLATA - venti inferiori ai 6 nodi  | CANCELLATA - venti inferiori ai 6 nodi  | CANCELLATA - venti inferiori ai 6 nodi  | CANCELLATA - venti inferiori ai 6 nodi  | CANCELLATA - venti inferiori ai 6 nodi  |
| RITIRATA (3/7)                          | 0                                       | BANDIERA NERA (4/7)                     | 1                                       |                                         | 5 giugno | 17'49.642"                              | 1                                       | 18'12.239"                              | 0                                       | 00'22.597"                              |
| NON PARTITA                             | 0                                       | BANDIERA NERA (1/7)                     | 2                                       |                                         | 5 giugno | 19'23.219"                              | 1                                       | 18'54.639"                              | 1                                       | 00'28.580"                              |
| 21'49.175"                              | 0                                       | 19'39.256"                              | 3                                       | 02'09.919"                              | 6 giugno | 19'32.839"                              | 2                                       | RITIRATA (7/9)                          | 1                                       |                                         |
| BANDIERA NERA (2/9)                     | 1                                       | NON TERMINATA (0/9)                     | 3                                       |                                         | 6 giugno | 21'13.713"                              | 3                                       | 21'40.408"                              | 1                                       | 00'26.695"                              |
| CANCELLATA - venti superiori ai 24 nodi | CANCELLATA - venti superiori ai 24 nodi | CANCELLATA - venti superiori ai 24 nodi | CANCELLATA - venti superiori ai 24 nodi | CANCELLATA - venti superiori ai 24 nodi | 7 giugno | CANCELLATA - venti superiori ai 24 nodi | CANCELLATA - venti superiori ai 24 nodi | CANCELLATA - venti superiori ai 24 nodi | CANCELLATA - venti superiori ai 24 nodi | CANCELLATA - venti superiori ai 24 nodi |
| 19'09.650"                              | 1                                       | 18'38.166"                              | 4                                       | 00'31.484"                              | 8 giugno | 20'28.641"                              | 3                                       | 19'49.712"                              | 2                                       | 00'38.929"                              |
| 17'27.332"                              | 2                                       | 17'46.921"                              | 4                                       | 00'19.589"                              | 8 giugno | 18'05.841"                              | 3                                       | 17'37.915"                              | 3                                       | 00'27.926"                              |
| 18'17.643"                              | 2                                       | 17'37.915"                              | 5                                       | 00'39.728"                              | 8 giugno | 21'16.370"                              | 3                                       | 19'30.812"                              | 4                                       | 01'45.558"                              |
|                                         |                                         |                                         |                                         |                                         | 9 giugno | 19'09.101"                              | 3                                       | 18'56.701"                              | 5                                       | 00'12.400"                              |

#### Finale
La finale, al meglio delle nove regate, si è tenuta tra il 10 e il 12 giugno. Emirates Team New Zealand ha registrato cinque vittorie nelle prime sette gare, e si è dunque qualificata per l'America’s Cup 2017.
| final     | Emirates Team New Zealand                     | Emirates Team New Zealand                     | Artemis Racing                                | Artemis Racing                                | distacco                                      |
| --------- | --------------------------------------------- | --------------------------------------------- | --------------------------------------------- | --------------------------------------------- | --------------------------------------------- |
| 10 giugno | 19'16.755"                                    | 1                                             | 20'04.143"                                    | 0                                             | 00'47.388"                                    |
| 10 giugno | 18'36.051"                                    | 1                                             | 18'21.361"                                    | 1                                             | 00'14.690"                                    |
| 10 giugno | 16'04.024"                                    | 2                                             | RITIRO (6/7)                                  | 1                                             |                                               |
| 11 giugno | 18'19.300"                                    | 2                                             | 18'34.341"                                    | 2                                             | 00'15.041"                                    |
| 11 giugno | 17'49.080"                                    | 3                                             | RITIRO (6/7)                                  | 2                                             |                                               |
| 11 giugno | 17'37.631"                                    | 4                                             | 17'39.018"                                    | 2                                             | 00'01.387"                                    |
| 12 giugno | ABBANDONATA - superato il tempo limite di 25' | ABBANDONATA - superato il tempo limite di 25' | ABBANDONATA - superato il tempo limite di 25' | ABBANDONATA - superato il tempo limite di 25' | ABBANDONATA - superato il tempo limite di 25' |
| 12 giugno | 17'16.515"                                    | 5                                             | 18'12.691"                                    | 2                                             | 00'56.176"                                    |

## 35th America's Cup Match
Il trofeo fu conteso tra il defender BMW Oracle, che rappresentava il Golden Gate Yacht Club e il challenger Emirates Team New Zealand, rappresentante del Royal New Zealand Yacht Squadron, che batté gli altri sfidanti nel Louis Vuitton Challenger's Trophy. Le gare si svolsero dal 17 giugno. Il format era a meglio delle tredici sfide, quindi la prima squadra a sette vittorie si sarebbe portata a casa la coppa. Emirates Team New Zealand partì con un punteggio di -1 a causa della vittoria nel round robin del Challenger Trophy di Oracle Team USA.
Le prime regate di ogni giorno si svolgono alle 14:00 ADT, le 19:00 ora italiana.
| Data      | BMW Oracle | Emirates Team New Zealand | Differenza | Punteggio              | Punteggio                |
| Data      | BMW Oracle | Emirates Team New Zealand | Differenza | Stati Uniti (bandiera) | Nuova Zelanda (bandiera) |
| --------- | ---------- | ------------------------- | ---------- | ---------------------- | ------------------------ |
| pre-match | vittoria   |                           |            | 0                      | −1                       |
| 17 giugno | 21'37.697" | 21'07.495"                | 00'30.202" | 0                      | 0                        |
| 17 giugno | 23'08.208" | 21'40.662"                | 01'27.546" | 0                      | 1                        |
| 18 giugno | 20'02.219" | 19'13.434"                | 00'48.785" | 0                      | 2                        |
| 18 giugno | 22'26.887" | 21'15.216"                | 01'11.671" | 0                      | 3                        |
| 24 giugno | 22'38.055" | 20'33.942"                | 02'04.113" | 0                      | 4                        |
| 24 giugno | 20'47.878" | 20'59.180"                | 00'11.302" | 1                      | 4                        |
| 25 giugno | 20'35.000" | 20'23.324"                | 00'11.676" | 1                      | 5                        |
| 25 giugno | 19'43.585" | 19'13.593"                | 00'29.992" | 1                      | 6                        |
| 26 giugno | 22'18.190" | 21'23.776"                | 00'54.414" | 1                      | 7                        |